# IC 3225
IC 3225 је спирална галаксија у сазвјежђу Дјевица која се налази на листи објеката дубоког неба у Индекс каталогу.
Деклинација објекта је + 6° 40' 35" а ректасцензија 12h 22m 39,0s. Привидна величина (магнитуда) објекта IC 3225 износи 13,8 а фотографска магнитуда 14,4. IC 3225 је још познат и под ознакама UGC 7441, MCG 1-32-28, CGCG 42-54, VCC 567, PGC 40111.